# Hessel (zanger)

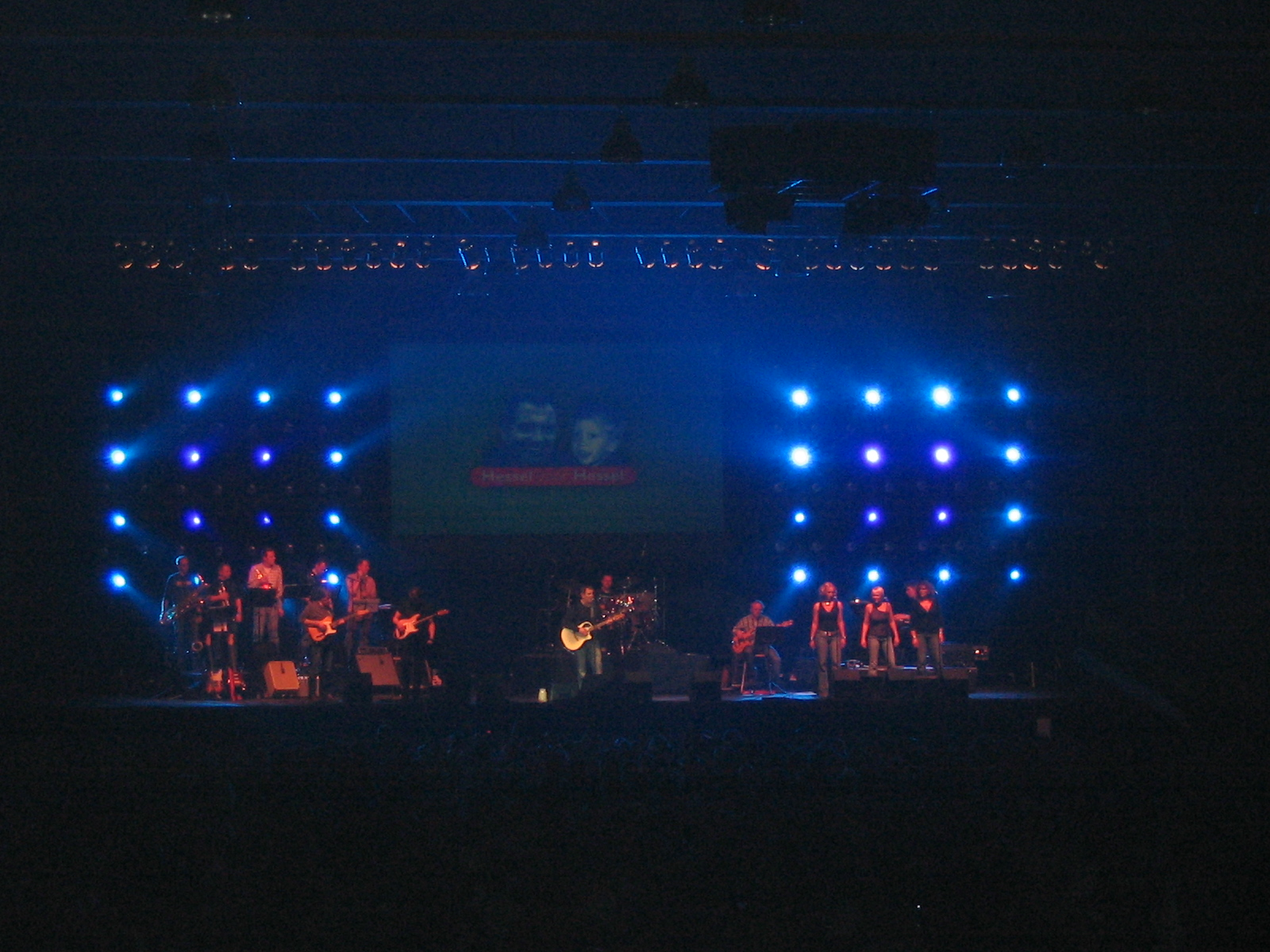
Hessel geeft een benefietconcert voor Hessel die lijdt aan een progressieve ziekte.

Hessel van der Kooij (West-Terschelling, 20 april 1955) is een Nederlands zanger. Hij staat ook bekend onder het pseudoniem Ray Maccannon.

## Biografie
Hessel had zich op zestienjarige leeftijd voorgenomen om naar Canada te emigreren. Hij zou als een houthakker zijn brood kunnen verdienen. Zijn vader vond dat echter niet zo'n prettig idee. In Hoorn (Terschelling) stond destijds een café te huur, De Groene Weide. Afgesproken werd dat de eigenaresse het pand zou verhuren en dat Hessel de zaak ging runnen. Dat was wel een opgave; het was een café waar in honderd jaar niets was veranderd.
Het café was de eerste jaren niet zo drukbezocht, dus sleet Hessel zijn dagen met muziek maken. Zijn gitaarspel en zang wekten wel belangstelling bij de gasten. De jaren die volgden werd het steeds drukker. Al snel bleek dat het muziek maken een belangrijk onderdeel was geworden. Al gauw krijgt hij de bijnaam de Bruce Springsteen van Terschelling.
In 1977 ontmoette hij Gossen Smit, een leraar Nederlands en taalexpressie. Samen gingen ze liedjes schrijven. Hessel schreef de muziek, en Gossen de teksten. "She's flying to America" en "Brother Sagitarius" werden uit deze samenwerking geboren.
Na weken van repeteren op de oude ADM werf in Amsterdam-Noord belandde hij in Studio Zeezicht van Rob van Donselaar. Hier werd Hessels eerste LP Flamborough Head, in eigen productie, opgenomen. Het album wordt uiteindelijk tienduizend keer verkocht.

### Muzikale carrière buiten Terschelling
In 1985 brak Hessel door met de hit "Terug naar Terschelling". Deze kwam tot de 18e plaats in de Nederlandse Top 40.
In 1989 trekt het livealbum Live In Frentsjer, opgenomen in Franeker, aandacht van de landelijke pers.
Hessel treedt in maart 1991 tweemaal op in een uitverkocht Ahoy, Rotterdam, waarvan cd's en video's worden uitgebracht. Hessel scoort een tweede hit met "Somebody Told Me".
Ook het Thialf in Heerenveen wordt aangedaan in 1992 en twee jaar later het Vredenburg te Utrecht.
In 2000 bracht hij het album Flotsam uit onder het platenlabel CNR Records, dat onder meer het nummer "One Heart", een duet met Hessels dochter Tess bevat.
In 2003 is het de beurt aan de Heineken Music Hall. Tijdens de shows worden opnamen gemaakt voor een album en een dvd.
Hessel speelt, samen met zijn dochter Tess, in 2005 in een uitverkocht Thialf te Heerenveen. De opbrengsten van het concert, ruim 100.000 euro, werden aan het goede doel gegeven: 'Hessel Voor Hessel', een organisatie die geld inzamelt voor onderzoek naar de dodelijke ziekte Aicardi-Goutières waaraan de zesjarige Hessel lijdt.

### Horizon verbreden
Hessel heeft zich ook op andere activiteiten gestort. Een eigen geluidsstudio die hij verhuurt aan artiesten, waar ook workshops gehouden worden voor personeelsuitjes. Ook heeft hij een kampeerboerderij en maakt hij voor de VVV op Terschelling een aantal video's over Terschelling.
Naast zijn rijbewijs heeft hij ook een vliegbrevet en geeft hij interviews in een helikopter aan de lokale tv in Franeker, of in een sportvliegtuig voor Omrop Fryslân.
Hessel van der Kooij is een van de organisatoren van Springtij, een organisatie die zich de zorg van de natuur aantrekt.

## De Groene Weide

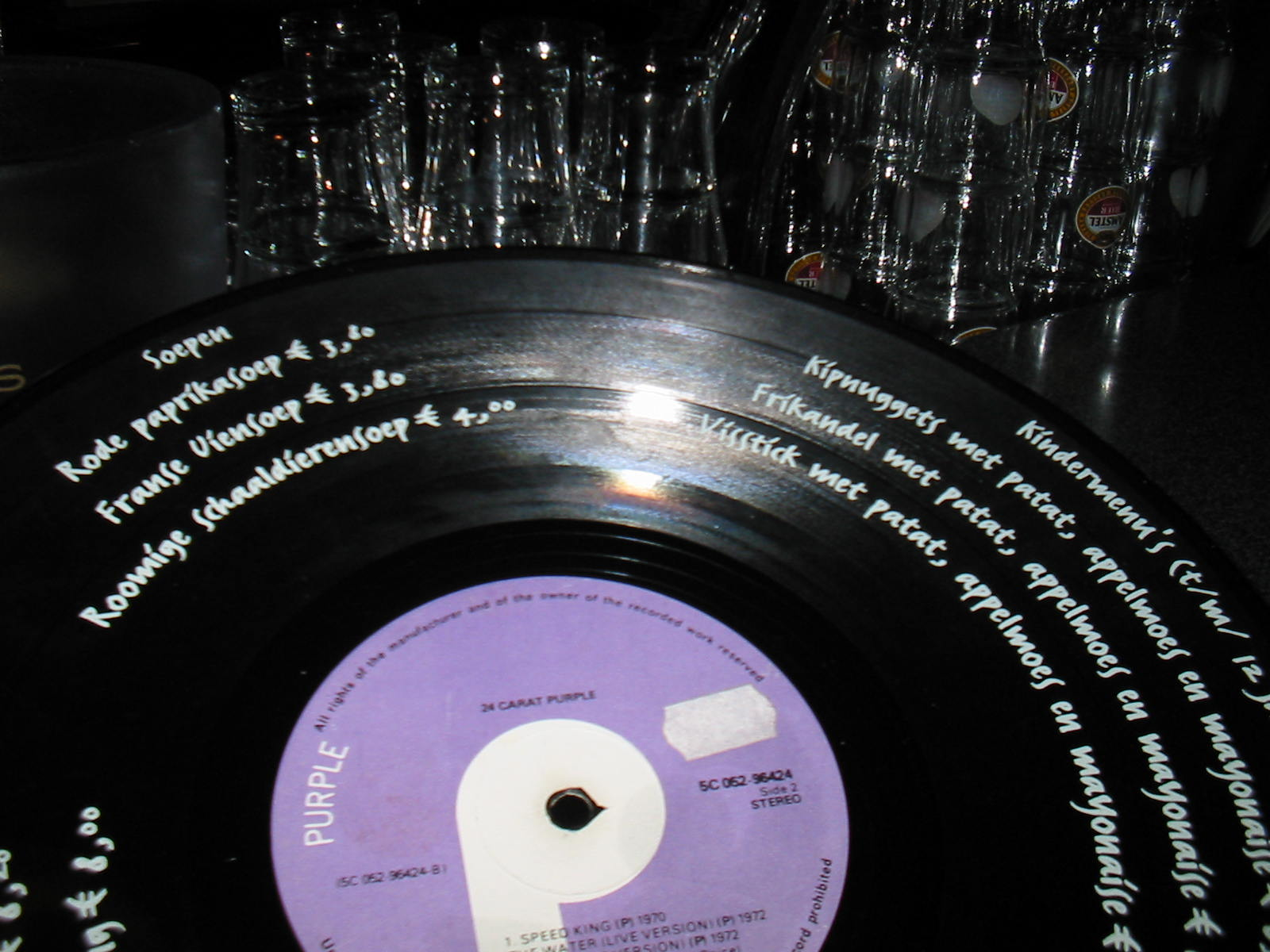
Bestelkaart in café De Groene Weide in de vorm van een lp

Café De Groene Weide van zanger Hessel op Terschelling werd door het vakblad Misset Horeca uitgeroepen tot Café van het Jaar 2011 in de Café Top 100. In de Groene Weide presenteert Hessel zijn menu op "Langspeel Platen". Hessel trad zo'n 250 maal per jaar op in zijn kroeg, van 22:30 tot 0:30. In de Groene Weide had hij een nagebouwde Brandaris, die bij enkele nummers 'aangezet' wordt, en het vuurtorenlicht iedere 5 seconden voorbij flitst, zoals de echte Brandaris.
Op 6 november 2022 was het laatste optreden van Hessel en Tess.

## Discografie

### Albums
- Flamborough Head (1981) (in eigen beheer uitgebracht)
- Just my Luck (1988)
- Live in Frjentsjer (1989) (livealbum)
- Dust (1990)
- Live Ahoy '91 (1991) (livealbum)
- Me (1994)
- Flotsam (2000)

### Singles
- Apocalyptic (1984)
- Any River You Take (1990)
- Brother Sagittarius (1990)
- Terug naar Terschelling (1991)
- Somebody Told Me (1991)
- The World In Perfect State (1992)
- Twenty Times a Day (1994)
- Law and Order (1999)
- One Heart (2000) (samen met dochter Tess)
- Gloeiend Hout (2014)

## Galerij

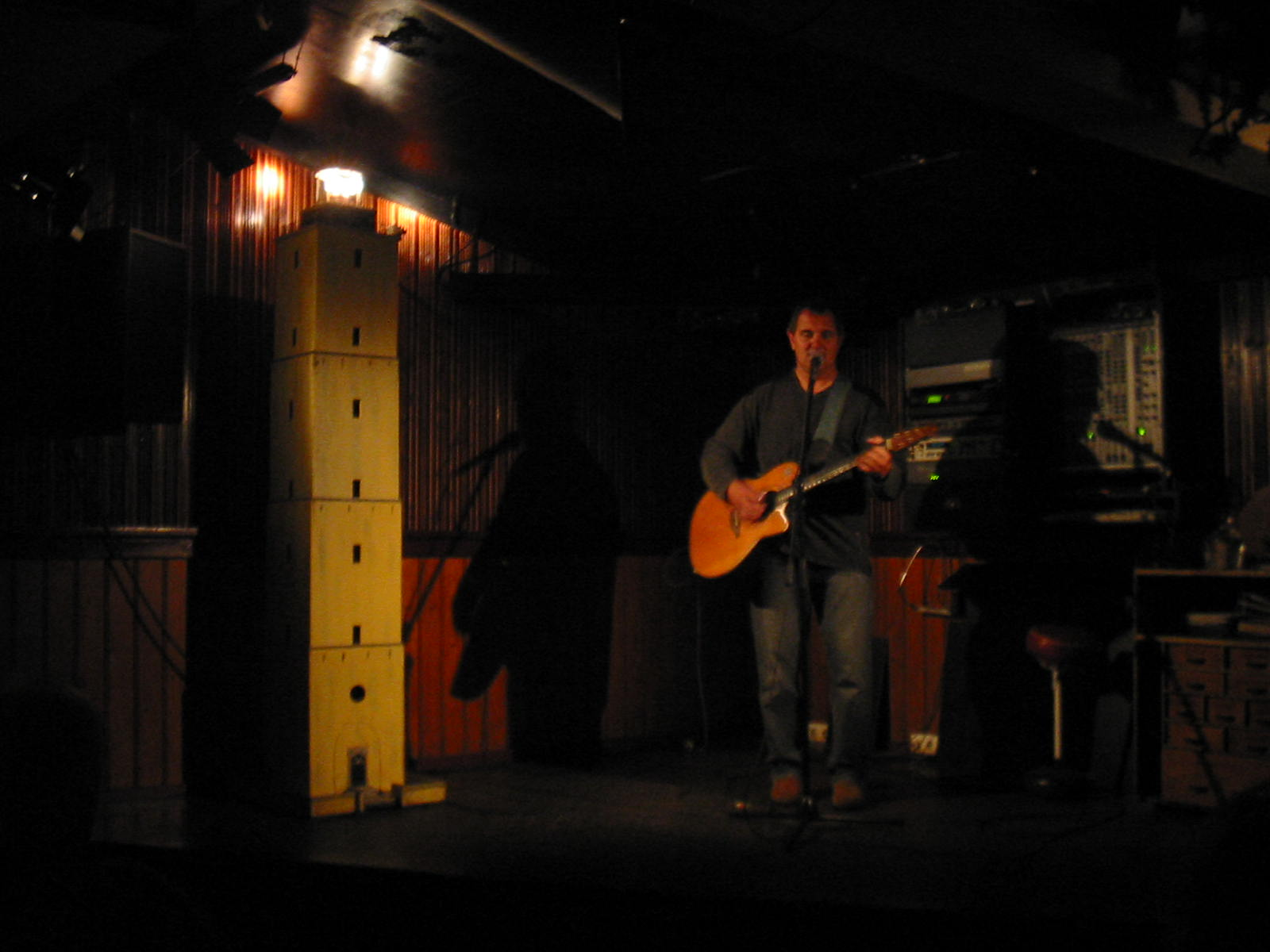
Hessel zingt naast zijn zelfgebouwde vuurtoren De Brandaris.
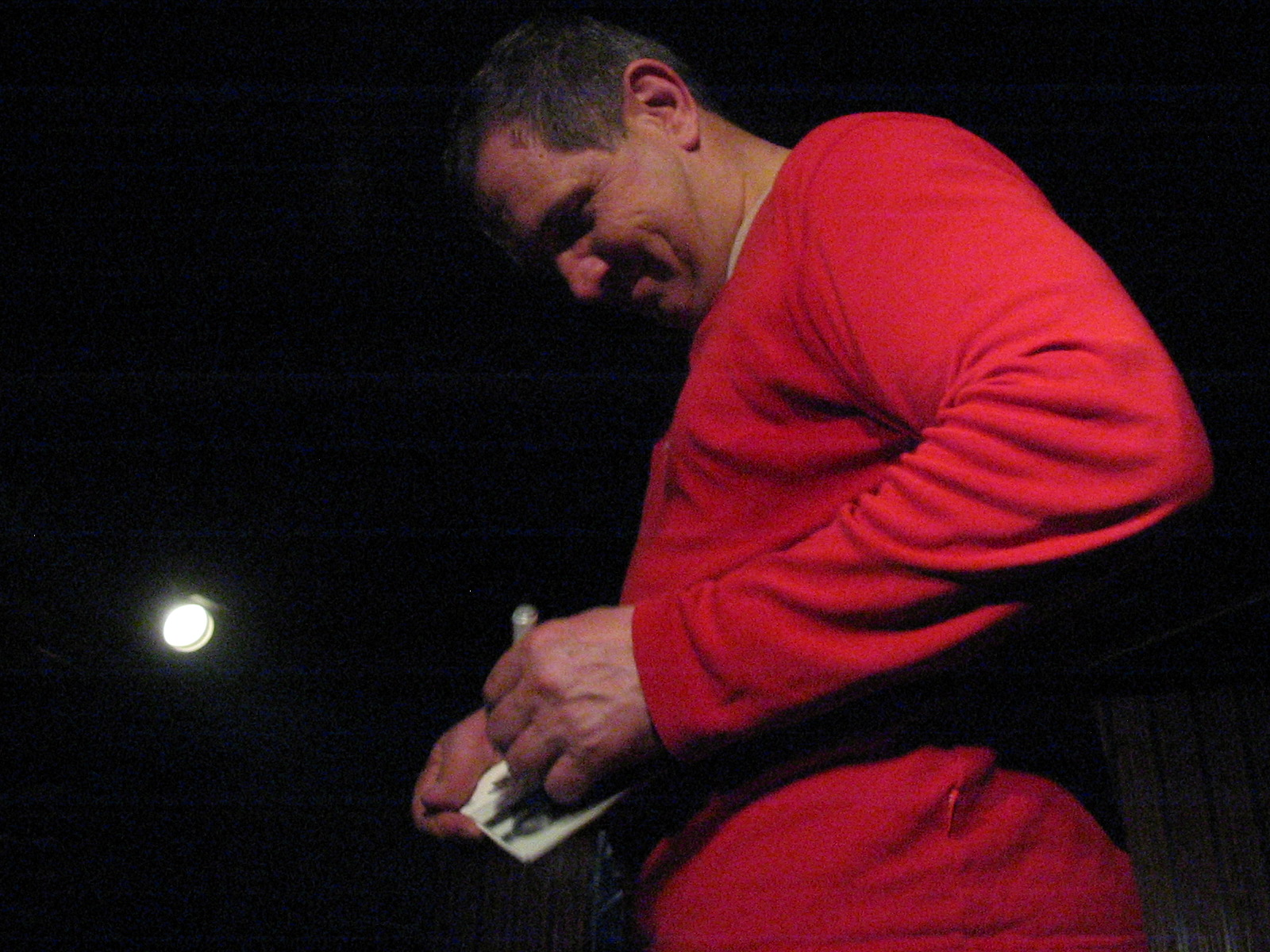
Signeersessie.
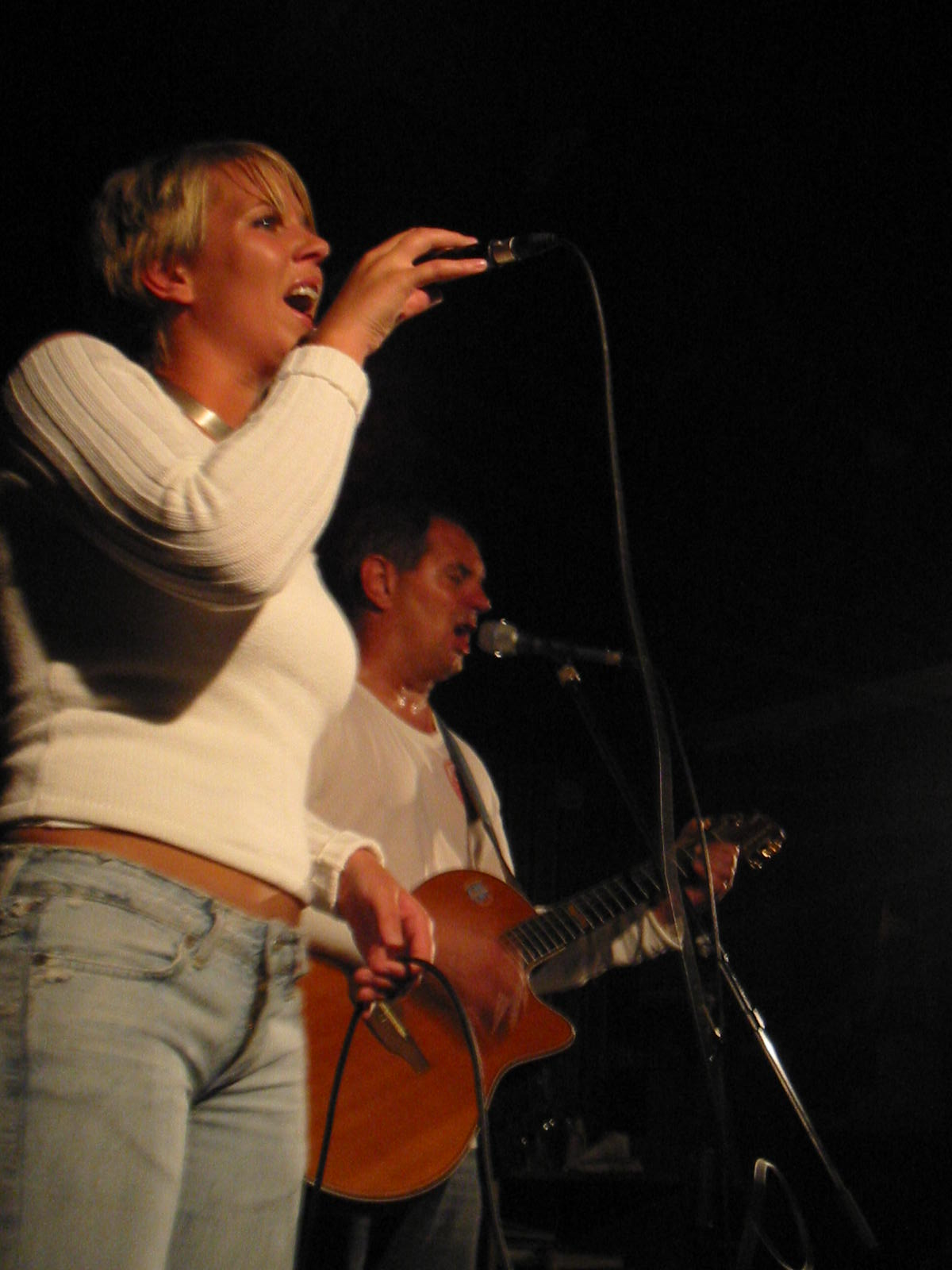
Hessel zingt het duet One Heart met zijn dochter Tess.